# Johann Gottlob von Meyern
Johann Gottlob von Meyern (* 29. Februar 1720 in Bayreuth; † 27. März 1789 in Holzminden) war ein deutscher Verwaltungsjurist und Hofbeamter.

## Herkunft
Johann Gottlob von Meyern war der jüngste Sohn des kaiserlichen Reichspostmeisters in Bayreuth, Johann Anton Meyer. Adam Anton von Meyern (1700–1774), Kammerrat in Bayreuth, Amtshauptmann und Universitätskurator in Erlangen, war sein älterer Bruder.

## Leben
Er wurde zunächst von Privatlehrern erzogen und besuchte ab 1733 das Gymnasium Christian-Ernestinum in Bayreuth. Ab 1738 studierte er Rechtswissenschaften an der Universität Jena. Nach beendetem Studium kehrte er in seine Heimatstadt zurück und trat 1743 als Sekretär in den Staatsdienst ein. 1744 wurde er als Rat Oberforst- und Jagdsekretär. 1748 zum Regierungsassessor ernannt, wurde er 1750 Hof- und Landschaftsrat des Markgraftums Bayreuth. Ebenfalls 1750 ließ er in Bayreuth nach Plänen des Hofarchitekten Joseph Saint-Pierre das Palais Meyern in der Friedrichstraße erbauen, heute Sitz des Verwaltungsgerichts Bayreuth.
Am 5. Februar 1753 verkaufte er das Palais an den Markgrafen Friedrich III. Als Teil des Kaufvertrags erhielt er Land rund um das Gut Bockshof, das ihm sein Vater 1752 übertragen hatte, und das nun durch markgräflichen Erlass zum Rittergut Meyernberg aufgewertet wurde.  Dort förderte er die Seidenraupenzucht. 1756 wurde Johann Gottlob von Meyern zum Kammerjunker ernannt, 1758 zum kaiserlichen Reichspostmeister und 1759 zum wirklichen Kammerherrn und General- und Oberdirektor über sämtliche Wege, Straßen, Wasserleitungen, Brücken und publiquen Brunnen im Markgrafentum. 1760 wurde er Reichspostdirektor in Bayreuth.
Nach dem Tod des Markgrafen Friedrich und dem Regierungsantritt von Friedrich Christian 1763, der zu erheblichen Veränderungen im Hofstaat führte, trat von Meyern in die Dienste des Fürstentums Braunschweig-Wolfenbüttel ein. Er wurde unter Beibehaltung seiner Stelle als Reichspostdirektor von Herzog Karl I. zum Landdrost des Weserdepartments in Holzminden sowie zum Kurator der Klosterschule Amelungsborn ernannt, deren Sitz 1760 vom Kloster Amelungsborn nach Holzminden verlegt worden war. 1764 verkaufte er Meyernberg an Carl Emanuel Hornberger. 1771 gab er seine Stelle als kaiserlicher Reichspostdirektor ab.

## Familie
Er war seit 1745 verheiratet mit Regina Sophie Eleonora, geb. Segnitz von Schmalfelden (1721–1757). Nach ihrem Tod heiratete er 1758 Christina Wilhelmina Johanne, geb. von Schauroth (1741–1800). Aus beiden Ehen hinterließ er zehn Söhne und neun Töchter. Davon wurden acht Offiziere in braunschweigischen, coburgischen und preußischen Diensten, zu den Kindern zählten:
- Ludwig Gottlob (1755–1781), ab 1776 als Leutnant unter Friedrich Adolf Riedesel im Amerikanischen Unabhängigkeitskrieg, starb 1781 in Connecticut durch einen Sturz vom Pferd
- Philipp (1749–1822), holländischer General
- Ernst Friedrich († 1794), Kreishauptmann von Wolfenbüttel ⚭ N.N. von Kniestedt
- Heinrich (1747–1810), preußischer Major
- Luise († 22. April 1859), Stiftsdame
- Karl († 1808), kurhannoverischer Hauptmann und Kommandant von Peine
- Wilhelm (1773–1848), preußischer Generalmajor;
- August (1771–1845), sachsen-coburg-gothaischer Generalmajor, Herr auf Hohenberg, Krusemark und Germerslage (Iden (Altmark)) ⚭ Gräfin Auguste von Görtz-Wrisberg
- Ferdinand (* 1770), sachsen-coburg-gothaischer Geheimrat und Oberhofmarschall.
- Theodor († 1793), preußischer Kornett

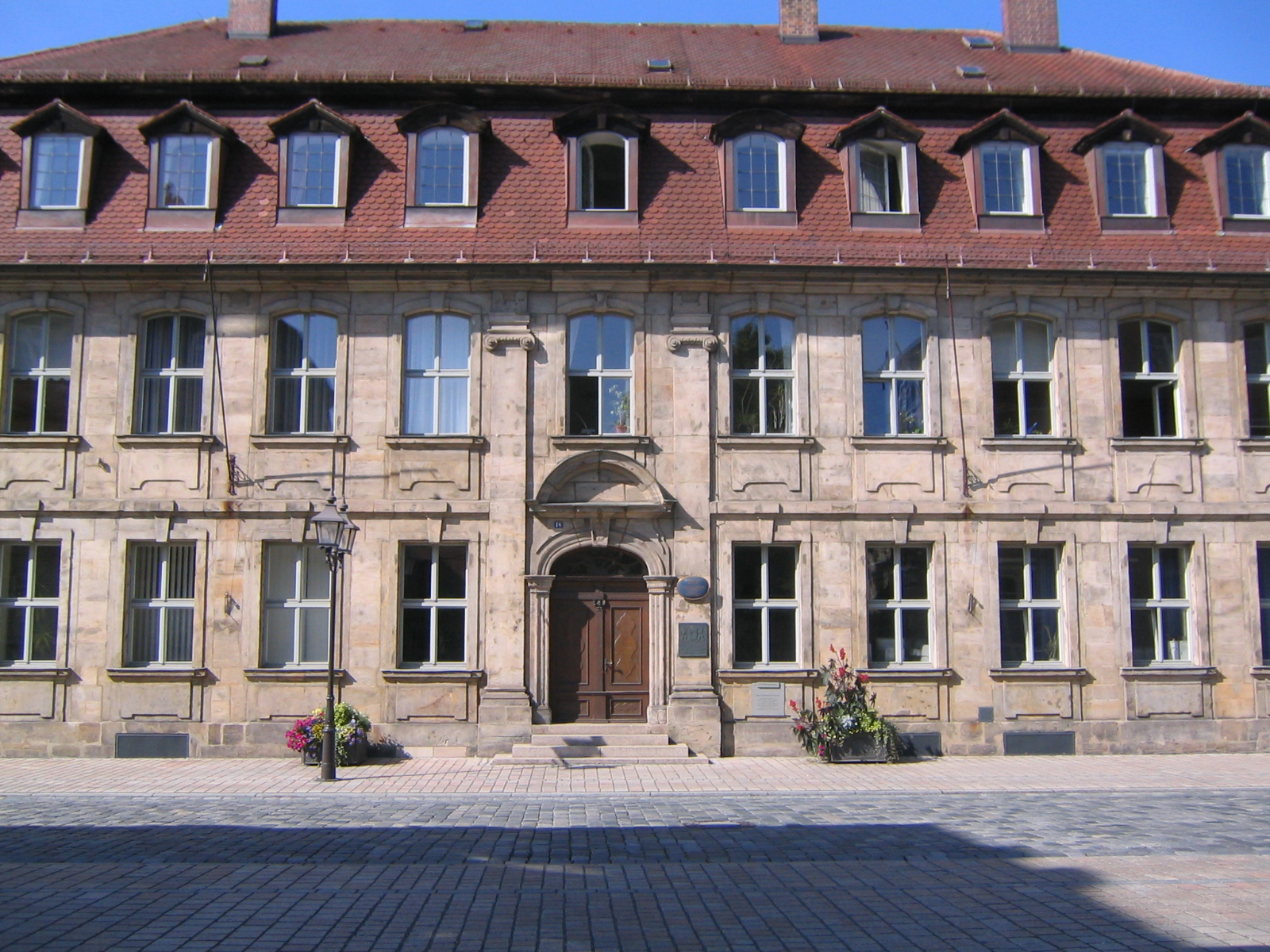
Palais Meyern (Verwaltungsgericht)
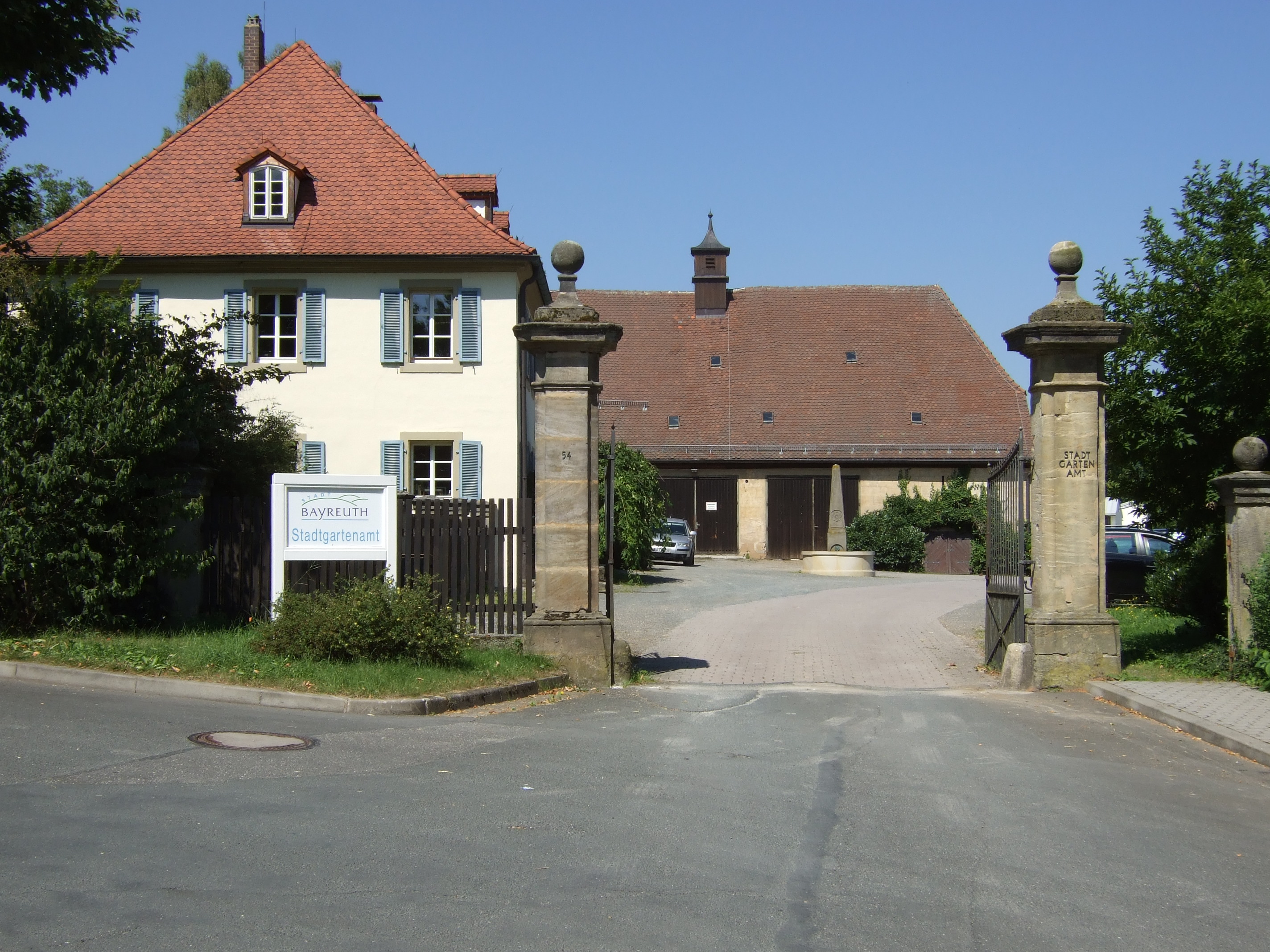
Meyernberg

## Auszeichnungen
- Ritter des Ordre de la Sincérité (1764), Wappenschild in der Ordenskirche St. Georgen
- Württembergischer Jagdorden

## Schriften
- Nachrichten von Bayreuth. 1770
- Nachrichten von der politischen und ökonomischen Verfassung des Fürstenthums Bayreuth und den in diesem Jahrhunderte verstorbenen Markgraven von Brandenburg-Bayreuth. Gotha: Ettinger 1780 (Digitalisat, Bayerische Staatsbibliothek)